# Pericoma bosnica
Pericoma bosnica är en tvåvingeart som beskrevs av Krek 1967. Pericoma bosnica ingår i släktet Pericoma och familjen fjärilsmyggor. Inga underarter finns listade i Catalogue of Life.